# Zračna luka Širaz
Zračna luka Širaz (IATA kod: SYZ, ICAO kod: OISS) smještena je kod grada Širaza u južnom dijelu Irana odnosno pokrajini Fars. Nalazi se na nadmorskoj visini od 1500 m. Zračna luka ima dvije asfaltirane uzletno-sletne staze dužine 4272 i 4334 m, a koristi se za tuzemne i inozemne letove odnosno vojne svrhe. Zračni prijevoznici koji nude redovne letove u ovoj zračnoj luci uključuju šest domaćih i šest stranih kompanija. Godine 2005. ova zračna luka je modernizirana pa se danas smatra drugom najsofisticiranijom iranskom zračnom lukom nakon „Imam Homeini” u Teheranu.

## Vanjske poveznice
- (perz.) Službene stranice Zračne luke Širaz  Arhivirana inačica izvorne stranice od 14. prosinca 2014. (Wayback Machine)
- (engl.) DAFIF, World Aero Data: OISS  Arhivirana inačica izvorne stranice od 5. ožujka 2019. (Wayback Machine)
- (engl.) DAFIF, Great Circle Mapper: SYZ